# Jocs Mediterranis de 1959
Els tercers Jocs Mediterranis es van celebrar a Beirut (Líban), de l'11 al 23 d'octubre de 1959. Després de les edicions disputades a Àfrica i Europa aquesta tingué lloca a Àsia, tancant, així, el cercle de continents banyats pel Mediterrani.
Hi participaren un total de 792 esportistes (sense presència femenina) en representació de 13 estats mediterranis. Es disputaren un total de 106 competicions de 17 esports.

## Medaller
| Pos. | Estat                | Or | Plata | Bronze | Total |
| ---- | -------------------- | -- | ----- | ------ | ----- |
| 1    | França               | 26 | 27    | 17     | 70    |
| 2    | República Àrab Unida | 24 | 20    | 30     | 74    |
| 3    | Turquia              | 13 | 8     | 1      | 22    |
| 4    | Itàlia               | 12 | 5     | 4      | 21    |
| 5    | Iugoslàvia           | 11 | 9     | 8      | 28    |
| 6    | Grècia               | 8  | 9     | 13     | 30    |
| 7    | Espanya              | 5  | 12    | 12     | 29    |
| 8    | Líban                | 3  | 10    | 17     | 30    |
| 9    | Tunísia              | 3  | 2     | 1      | 6     |
| 10   | Marroc               | 2  | 3     | 2      | 7     |